# Рената Лаксова
Рената Лаксова (Брно, 15. јул 1931 — Тусон, 30. новембар 2020) била је америчка педијатријска генетичарка, чехословачког порекла, професор генетике на одељењима за педијатрију и медицинску генетику на Универзитету Висконсин у Медисону главном граду у другој по величини америчкој савезној држави држави Висконсин. Заслужна је за откриће Њу-Лаксовог синдрома, ретког конгениталног поремећај која укључује промене у више органа, са аутозомним рецесивним наслеђивањем.

## Живот и каријера
Рођена је 15. јул 1931. и образовала се у Брну, у Чехословачкој. Током Другог светског рата преживела је холокауст, а потом и Киндертранспорт, тако да је остатак рата провела у Енглеској. Након рата вратила се у Чехословачку, у којој је завршила медицин у и специјализацију из педијатар. Докторирала је на Универзитета у Брну из области генетских анаомалија 1967. године.
После инвазије СССР на Чехословачку у августу 1968. године, пребегла је по други пут из Чехословачке у Енглеску, где је радила са Лионелом Пенросеом у Кеннеди-Галтон центру за медицинску и заједничку генетику у Лондону, на изучавању менталне ретардацији.
У САД радила је у истраживачком центру за људске сметње у развоју на Универзитету Висконсин у Медисону и Вајсман центру на одељењу за пренаталну дијагнозстику и генетско саветовање.